# Jon Gruden
Jon David Gruden (17 de agosto de 1963) é um treinador de futebol americano da National Football League (NFL). Após uma década como assistente, Gruden começou sua carreira profissional como técnico principal no então Oakland Raiders, em 1998. Em seguida, trabalhou no Tampa Bay Buccaneers, time com que venceria o Super Bowl XXXVII em 2003 (logo no seu primeiro ano no cargo de técnico desta equipe). Naquele período, Gruden era o treinador mais novo a vencer um Super Bowl, aos 39 anos e cinco meses de idade. De 2009 a 2017, serviu como analista esportivo do canal ESPN, nos Estados Unidos, e comentarista no Monday Night Football. Entre 2018 e 2021, voltou a atuar na NFL como técnico principal, pelo Las Vegas Raiders, até que foi obrigado a renunciar devido a uma série de controvérsias.